# Кампус Салес
Кампус Салес (повне ім'я Мануель Феррас ді Кампус Салес, порт. Manuel Ferraz de Campos Sales, 15 лютого 1841 — 28 червня 1913) — бразильський політичний діяч.

## Життєпис
Був адвокатом, належав до республіканської паулістської партії.
З 1885 був депутатом; відстоював відміну рабства, яке він знищив в своєму маєтку.
Взяв діяльну участь в перевороті 1889 року, що перетворив імперію на республіку, і недовго був міністром юстиції (за Деодору да Фонсеки).
Пізніше був сенатором, потім губернатором рідного штату Сан-Паулу, де в 1893 усмирив повстання. У 1898—1902 був президентом Бразильської республіки.